# Sfruz
Sfruz là một đô thị ở tỉnh Trento ở vùng Trentino-Alto Adige/Südtirol của Ý, tọa lạc cách 30 km về phía bắc của Trento. Tại thời điểm ngày 31 tháng 12 năm 2004, đô thị này có dân số 295 người và diện tích là 11,7 km².
Đô thị Sfruz có các frazione (đơn vị trực thuộc) Credai.
Sfruz giáp các đô thị: Amblar, Don, Coredo, Termeno sulla strada del vino, Smarano và Tres.